# Parker-Hale M85
O Parker Hale M85 é um fuzil sniper britânico ferrolhado de calibre .308, com um alcance efetivo de cerca de 900 metros. Ele dispara de um carregador destacável de 10 tiros e pesa 12 libras, mira telescópica incluída. O fuzil foi criado após a Guerra das Malvinas pela Parker Hale Ltd em resposta às deficiências do contemporâneo Lee-Enfield L42A1. Embora a licença de fabricação do Parker Hale M85 tenha sido vendida para a Gibbs Rifle Co., ela ainda não retomou a produção.

## História
O M85 participou de um teste do Exército Britânico para ver se poderia ser usado como um fuzil de precisão em potencial, junto com o Accuracy International PM, Heckler & Koch PSG1, SIG Sauer SSG 2000 e Remington 700.  O Parker Hale perdeu por uma pequena margem para o Accuracy International (adotado pelo Exército Britânico como L96).

## Projeto
O alcance do M85 é de cerca de 600 metros e tem 85% de capacidade de acerto de primeiro tiro de 600 a 900 metros.  A arma também possui uma trava de segurança silenciosa, um cano rosqueado para um quebra-chamas e um trilho de cauda de andorinha integrado que aceita uma variedade de miras.  A mira telescópica padrão é uma Schmidt & Bender de 6×42mm com uma compensação de queda da bala (BDC) de 200 a 900 metros. Miras de ferro de emergência também estão instaladas. O fuzil é equipado com um bipé como padrão. A coronha de fibra de vidro é feita pela McMillan.

### Variantes
Existe uma variante policial do M85, que tem uma opção de almofada na coronha de madeira do fuzil, o qual foi comercializado como o modelo M87.

## Operadores
- Brasil: Marinha do Brasil, usado por suas forças especiais: o Grupamento de Mergulhadores de Combate (GRUMEC) e o Batalhão de Operações Especiais de Fuzileiros Navais (Batalhão Tonelero).
- Malásia: Marinha Real da Malásia, usada por sua unidade especial, Pasukan Khas Laut (PASKAL).